# 稲場文男
稲場 文男（いなば ふみお、1929年3月16日 - 2012年9月9日） は、日本の電子工学者。東北大学名誉教授。元東北大学電気通信研究所所長。元電子情報通信学会副会長。東京府生まれ。

## 人物・経歴
1951年東北大学理学部地球物理学教室卒業。1957年東北大学電気通信研究所助手。1961年東北大学電気通信研究所助教授。1962年東北大学工学博士。1965年東北大学電気通信研究所教授。1986年新技術開発事業団創造科学推進事業稲場生物フォトンプロジェクト総括責任者。1990年東北大学電気通信研究所所長、電子情報通信学会副会長。1992年定年退職、東北大学名誉教授、東北工業大学工学部電子工学科教授。
1990年東レ科学技術賞受賞。1994年秋の褒章で紫綬褒章受章。2001年春の叙勲で勲二等瑞宝章受章。2012年低酸素脳症で死去。